# Vitbrynad myggsnappare
Vitbrynad myggsnappare (Polioptila bilineata) är en fågelart i familjen tapakuler inom ordningen tättingar.

## Utbredning och systematik
Arten förekommer från södra Mexiko till nordvästra Peru. Den delas in i fem underarter med följande utbredning:
- Polioptila bilineata brodkorbi – södra Mexiko till norra Costa Rica
- Polioptila bilineata superciliaris – nordcentrala Costa Rica till norra Colombia
- Polioptila bilineata cinericia – ön Coiba utanför södra Panama
- Polioptila bilineata bilineata – nordvästra Colombia till nordvästra Peru
- Polioptila bilineata daguae – västcentrala Colombia

Fågeln behandlades tidigare som en del av tropikmyggsnappare (Polioptila plumbea). Sedan 2021 urskiljs den dock som egen art baserat på studier som visar att den endast är avlägset släkt.

## Status
IUCN erkänner den ännu inte som art, varför dess hotstatus formellt inte fastställts.